# Distrofia muscular de Becker
Distrofia muscular de Becker é uma doença hereditária recessiva ligada ao X caracterizada por progressiva fraqueza dos músculos das pernas e da bacia. É um tipo de distrofinopatia causada por mutações no gene que codifica a proteína distrofina. A distrofia muscular de Becker está relacionada com a distrofia muscular de Duchenne no sentido em que ambas resultam de uma mutação na distrofina.